# No Place to Run
No Place to Run es el octavo álbum de estudio de la banda británica de hard rock y heavy metal UFO, publicado en 1980 por Chrysalis Records. Es el primer disco con el guitarrista Paul Chapman, que ingresó tras la salida de Michael Schenker en medio de la gira promocional de Obsession en 1978.
Recibió varias críticas por los distintos medios de la época, debido al sonido más comercial que adquirió la banda. A pesar de aquello, obtuvo el puesto 51 en los Estados Unidos y el puesto 11 en el Reino Unido. Además fue certificado con disco de plata por la British Phonographic Industry en febrero de 1981. Para promocionarlo se extrajo el tema «Young Blood» como sencillo que fue publicado en varios países de Europa y que obtuvo la posición 36 en los UK Singles Chart. Además cuenta con el cover del tema de 1953 «Mystery Train», original del músico estadounidense Junior Parker.
En 2009 el sello EMI Music lo remasterizó con cuatro temas como pistas adicionales, tres de ellas en vivo grabada en el recinto Club Marquee de Londres el 16 de noviembre de 1980.

## Lista de canciones
| N.º | Título                                   | Escritor(es)                | Duración |  |
| 1.  | «Alpha Centauri»                         | Chapman                     | 2:06     |  |
| 2.  | «Lettin' Go»                             | Mogg, Chapman, Way          | 3:51     |  |
| 3.  | «Mystery Train» (cover de Junior Parker) | Junior Parker, Sam Phillips | 3:55     |  |
| 4.  | «This Fire Burns Tonight»                | Mogg, Chapman               | 4:13     |  |
| 5.  | «Gone in the Night»                      | Mogg, Chapman               | 3:47     |  |
| 6.  | «Young Blood»                            | Mogg, Way                   | 3:59     |  |
| 7.  | «No Place to Run»                        | Mogg, Chapman               | 3:58     |  |
| 8.  | «Take It or Leave It»                    | Raymond                     | 3:01     |  |
| 9.  | «Money, Money»                           | Mogg, Way                   | 3:29     |  |
| 10. | «Anyday»                                 | Mogg, Chapman               | 3:48     |  |

| Pistas adicionales en reedición de 2009 |                                                      |                    |          |  |
| N.º                                     | Título                                               | Escritor(es)       | Duración |  |
| 11.                                     | «Gone in the Night» (versión de estudio alternativa) | Mogg, Chapman      | 4:05     |  |
| 12.                                     | «Lettin' Go» (en vivo)                               | Mogg, Way, Chapman | 3:47     |  |
| 13.                                     | «Mystery Train» (en vivo)                            | Parker, Phillips   | 6:08     |  |
| 14.                                     | «No Place to Run» (en vivo)                          | Mogg, Chapman      | 3:46     |  |

## Músicos
- Phil Mogg: voz
- Paul Chapman: guitarra líder
- Paul Raymond: guitarra rítmica y teclados
- Pete Way: bajo
- Andy Parker: batería